# Alice in Chains 2015 North American Tour
2015 North American Tour – trasa koncertowa amerykańskiego zespołu muzycznego Alice in Chains, składająca się z 22 występów na terenie Stanów Zjednoczonych. Tournée rozpoczęło się 17 lipca koncertem w miejscowości Pala w stanie Kalifornia a zakończyło występem podczas festiwalu muzycznego Music Midtown w Atlancie w stanie Georgia 18 września. 

## Informacje

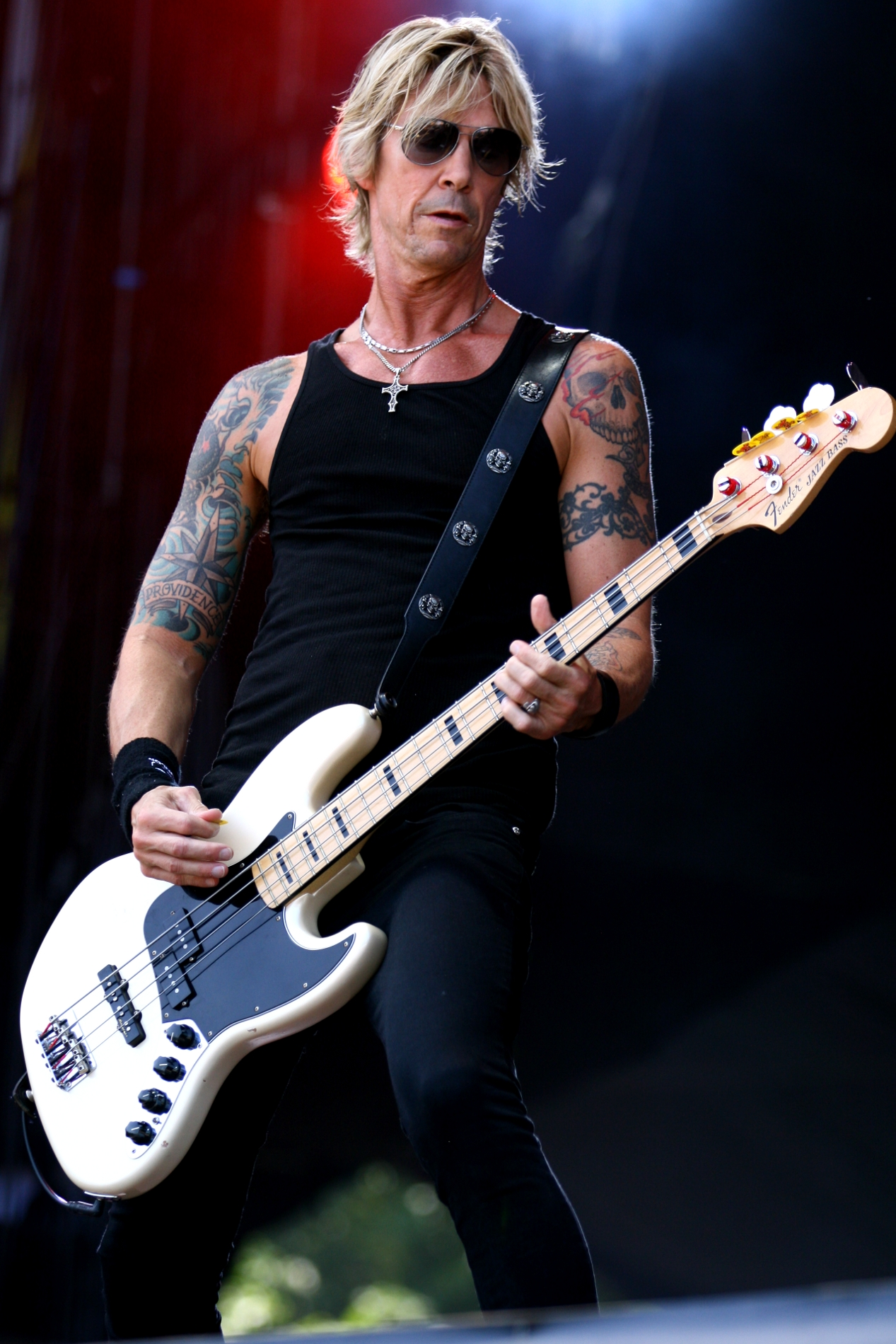
Duff McKagan wystąpił gościnnie podczas koncertu 22 lipca

9 marca wortal internetowy Blabbermouth.net poinformował o 20 datach letnich koncertów zespołu. Przedsprzedaż biletów rozpoczęła się w dniu 10 marca. Na zasadzie darowizny, od każdego zakupionego biletu na koncert, zespół w celach charytatywnych przeznaczył dwa dolary na fundusz pamięci młodego chłopca Stefana Dayne-Ankle’a, który zmarł 1 marca z powodu białaczki. 3 kwietnia poinformowano o kolejnej dacie występu – 30 lipca w Stir Cove w Council Bluffs. 
15 czerwca zespół za pośrednictwem serwisu muzycznego Spotify, utworzył specjalną playlistę, dzięki której fani mogli dodawać własne propozycje utworów, jakie chcieliby usłyszeć na żywo podczas trasy. 23 czerwca podano informację, że kwartet wystąpi na festiwalu Music Midtown w Atalancie obok takich wykonawców jak Elton John i Van Halen.
W związku z tournée, został ogłoszony konkurs dla artystów, grafików, ilustratorów i malarzy, na wykonanie litografii, inspirowanej muzyką zespołu oraz legendarnym klubem muzycznym Ryman Auditorium, mieszczącym się na terenie Nashville w stanie Tennessee. Zwycięzca pracy otrzymał nagrodę w postaci tysiąca dolarów, a nagrodzona litografia była sprzedawana w edycji limitowanej jedynie podczas trwania trasy. 
Trasa rozpoczęła się występem w Palomar Starlight Theater w miejscowości Pala w stanie Kalifornia w dniu 17 lipca. Podczas koncertu w Knitting Factory w Spokane w stanie Waszyngton 22 lipca, z zespołem na scenie gościnnie wystąpił Duff McKagan, który zagrał na gitarze w dwóch utworach – „Man in the Box” i „Nutshell”. Występował on już wraz z grupą podczas pojedynczych koncertów w roku 1991 i |2011, a także pełnił rolę gitarzysty w trakcie występów w 2005 i 2006. Także podczas tego samego koncertu, w roli supportu zagrała formacja The Pink Slips, w której wokalistką jest córka Duffa McKagana – Grace.
W ramach trasy, kwartet zaprezentował różnorodną setlistę koncertową, na którą złożyły się między innymi kompozycje nie grane od dłuższego czasu. Po raz pierwszy od tournée Facelift Tour z 1991, na żywo został wykonany utwór „Sunshine”, pochodzący z albumu Facelift. Podczas koncertu w Boise 21 lipca, została zagrana kompozycja „Bleed the Freak”, która ostatni raz na żywo pojawiła się 27 listopada 2006 w Pellissier Building and Wiltern Theatre na terenie Los Angeles w ramach Finish What we Started Tour. Po raz pierwszy od 2011 został wykonany utwór „Brother”, pochodzący z minialbumu Sap. Kwartet do setlist włączył także covery takich wykonawców jak Bob Dylan, Creedence Clearwater Revival czy The Rolling Stones. 

## Daty i miejsca koncertów
| Data             | Miasto         | Kraj              | Obiekt                                        | Support        |
| ---------------- | -------------- | ----------------- | --------------------------------------------- | -------------- |
| Ameryka Północna |                |                   |                                               |                |
| 17 lipca 2015    | Pala           | Stany Zjednoczone | Palomar Starlight Theater                     |                |
| 18 lipca 2015    | Las Vegas      | Stany Zjednoczone | The Pearl Theater                             |                |
| 20 lipca 2015    | Salt Lake City | Stany Zjednoczone | The Depot                                     |                |
| 21 lipca 2015    | Boise          | Stany Zjednoczone | Knitting Factory                              |                |
| 22 lipca 2015    | Spokane        | Stany Zjednoczone | Knitting Factory                              | The Pink Slips |
| 24 lipca 2015    | Oakland        | Stany Zjednoczone | Fox Oakland Theatre                           |                |
| 25 lipca 2015    | Lincoln        | Stany Zjednoczone | Thunder Valley Casino Resort                  |                |
| 28 lipca 2015    | Denver         | Stany Zjednoczone | Ogden Theatre                                 |                |
| 30 lipca 2015    | Council Bluffs | Stany Zjednoczone | Stir Cove                                     |                |
| 31 lipca 2015    | Tulsa          | Stany Zjednoczone | Brady Theater                                 |                |
| 1 sierpnia 2015  | Thackerville   | Stany Zjednoczone | WinStar World Casino                          |                |
| 3 sierpnia 2015  | Saint Louis    | Stany Zjednoczone | The Pageant                                   |                |
| 4 sierpnia 2015  | Milwaukee      | Stany Zjednoczone | Eagles Ballroom                               |                |
| 6 sierpnia 2015  | Cincinnati     | Stany Zjednoczone | Jack Cincinnati Casino                        |                |
| 7 sierpnia 2015  | Nashville      | Stany Zjednoczone | Ryman Auditorium                              |                |
| 8 sierpnia 2015  | Nashville      | Stany Zjednoczone | Ryman Auditorium                              |                |
| 10 sierpnia 2015 | Orlando        | Stany Zjednoczone | Hard Rock Live                                |                |
| 11 sierpnia 2015 | Hollywood      | Stany Zjednoczone | Seminole Hard Rock Hotel and Casino Hollywood |                |
| 14 sierpnia 2015 | Mashantucket   | Stany Zjednoczone | Foxwoods Casino                               |                |
| 15 sierpnia 2015 | Atlantic City  | Stany Zjednoczone | Trump Taj Mahal                               |                |
| 16 sierpnia 2015 | Bethlehem      | Stany Zjednoczone | Sands Steel Stage                             |                |
| 18 września 2015 | Atlanta        | Stany Zjednoczone | Piedmont Park                                 |                |

## Lista koncertów
| Mapy |
| --- |
| PalaLas VegasSalt Lake CityBoiseSpokaneOaklandLincolnDenverCouncil BluffsTulsaThackervilleSaint LouisMilwaukeeCincinnatiNashvilleOrlandoHollywoodMashantucketAtlantic CityBethlehemAtlanta Miasta, które objęła trasa, na mapie Stanów Zjednoczonych. |

## Lista utworów
| Lista utworów | |
| --- | --- |
| \| - „We Die Young” - „Man in the Box” - „Bleed the Freak” - „Love, Hate, Love” - „It Ain’t Like That” - „Sunshine” - „Confusion” - „Brother” - „Got Me Wrong” - „Them Bones” - „Dam That River” - „Rain When I Die” - „Down in a Hole” - „Rooster” - „Junkhead” - „Dirt” - „Angry Chair” - „Would?” - „A Little Bitter” - „Rotten Apple” - „Nutshell” - „No Excuses” - „Grind” - „Sludge Factory” - „Heaven Beside You” - „Again” - „God Am” - „Check My Brain” - „Last of My Kind” - „Your Decision” - „Acid Bubble” - „Hollow” - „Stone” - „Voices” - „Phantom Limb” \| - „Dead Flowers” (The Rolling Stones cover) - „Moby Dick” (Led Zeppelin cover drum solo) - „Mr. Tambourine Man” (Bob Dylan cover) - „Proud Mary” (Creedence Clearwater Revival cover) - „A Passage to Bangkok” (Rush cover jam) - „A Satisfied Mind” (Johnny Cash cover jam) - „Animal Magnetism” (Scorpions cover jam) - „Sabbath Bloody Sabbath” (Black Sabbath cover jam) - „Carry on Wayward Son” (Kansas cover jam) - „Cat Scratch Fever” (Ted Nugent cover jam) - „Living After Midnight” (Judas Priest cover jam) - „Lost Highway” (Hank Williams cover jam) - „Rock Bottom” (UFO cover jam) - „Unchained” (Van Halen cover jam) - „Working Man” (Rush cover jam) - „YYZ” (Rush cover jam) \| | |
| - „We Die Young” - „Man in the Box” - „Bleed the Freak” - „Love, Hate, Love” - „It Ain’t Like That” - „Sunshine” - „Confusion” - „Brother” - „Got Me Wrong” - „Them Bones” - „Dam That River” - „Rain When I Die” - „Down in a Hole” - „Rooster” - „Junkhead” - „Dirt” - „Angry Chair” - „Would?” - „A Little Bitter” - „Rotten Apple” - „Nutshell” - „No Excuses” - „Grind” - „Sludge Factory” - „Heaven Beside You” - „Again” - „God Am” - „Check My Brain” - „Last of My Kind” - „Your Decision” - „Acid Bubble” - „Hollow” - „Stone” - „Voices” - „Phantom Limb” | - „Dead Flowers” (The Rolling Stones cover) - „Moby Dick” (Led Zeppelin cover drum solo) - „Mr. Tambourine Man” (Bob Dylan cover) - „Proud Mary” (Creedence Clearwater Revival cover) - „A Passage to Bangkok” (Rush cover jam) - „A Satisfied Mind” (Johnny Cash cover jam) - „Animal Magnetism” (Scorpions cover jam) - „Sabbath Bloody Sabbath” (Black Sabbath cover jam) - „Carry on Wayward Son” (Kansas cover jam) - „Cat Scratch Fever” (Ted Nugent cover jam) - „Living After Midnight” (Judas Priest cover jam) - „Lost Highway” (Hank Williams cover jam) - „Rock Bottom” (UFO cover jam) - „Unchained” (Van Halen cover jam) - „Working Man” (Rush cover jam) - „YYZ” (Rush cover jam) |

Setlisty

| Pala (17.07.2015) |
| --- |
| 1. „Junkhead” 2. „Again” 3. „Check My Brain” 4. „Angry Chair” 5. „Man in the Box” 6. „Nutshell” 7. „Hollow” 8. „Them Bones” 9. „Stone” 10. „Rooster” 11. „Got Me Wrong” 12. „Down in a Hole” 13. „Grind” 14. „It Ain’t Like That” 15. „Would?” 16. „Heaven Beside You” 17. „No Excuses” 18. „We Die Young” 19. „Acid Bubble” |

| Las Vegas (18.07.2015) |
| --- |
| 1. „Junkhead” 2. „Again” 3. „Check My Brain” 4. „Angry Chair” 5. „Man in the Box” 6. „Nutshell” 7. „Hollow” 8. „Them Bones” 9. „Stone” 10. „Rooster” 11. „Got Me Wrong” 12. „Down in a Hole” 13. „Grind” 14. „It Ain’t Like That” 15. „Would?” 16. „Your Decision” 17. „No Excuses” 18. „We Die Young” 19. „Sabbath Bloody Sabbath” (Black Sabbath cover jam) / „Last of My Kind” |

| Salt Lake City (20.07.2015) |
| --- |
| 1. „Sludge Factory” 2. „Again” 3. „Check My Brain” 4. „Angry Chair” 5. „Man in the Box” 6. „Nutshell” 7. „Hollow” 8. „Them Bones” 9. „Stone” 10. „Rooster” 11. „Phantom Limb” 12. „Got Me Wrong” 13. „Down in a Hole” 14. „Voices” 15. „It Ain’t Like That” 16. „Would?” 17. „Your Decision” 18. „No Excuses” 19. „We Die Young” |

| Boise (21.07.2015) |
| --- |
| 1. „Bleed the Freak” (pierwsze wykonanie od 2006) 2. „Check My Brain” 3. „Again” 4. „Junkhead” 5. „Man in the Box” 6. „Nutshell” 7. „Hollow” 8. „Them Bones” 9. „Stone” 10. „Rooster” 11. „Got Me Wrong” 12. „Down in a Hole” 13. „Heaven Beside You” 14. „Last of My Kind” 15. „It Ain’t Like That” 16. „Grind” 17. „Would?” 18. „No Excuses” 19. „We Die Young” |

| Spokane (22.07.2015) |
| --- |
| 1. „Bleed the Freak” 2. „Check My Brain” 3. „Again” 4. „Junkhead” 5. „Man in the Box” (feat. Duff McKagan) 6. „Nutshell” (feat. Duff McKagan) 7. „Hollow” 8. „Them Bones” 9. „Stone” 10. „Rooster” 11. „Proud Mary” (Creedence Clearwater Revival cover) 12. „Got Me Wrong” 13. „Down in a Hole” 14. „Heaven Beside You” 15. „Acid Bubble” 16. „We Die Young” 17. „Grind” 18. „Would?” 19. „No Excuses” 20. „Love, Hate, Love” |

| Oakland (24.07.2015) |
| --- |
| 1. „Junkhead” 2. „Again” 3. „Check My Brain” 4. „Angry Chair” 5. „Man in the Box” 6. „Nutshell” 7. „Hollow” 8. „Them Bones” 9. „Stone” 10. „Rooster” 11. „Got Me Wrong” 12. „Down in a Hole” 13. „God Am” 14. „It Ain’t Like That” 15. „Would?” 16. „Heaven Beside You” 17. „No Excuses” 18. „We Die Young” 19. „Acid Bubble” |

| Lincoln (25.07.2015) |
| --- |
| 1. „Rain When I Die” 2. „Again” 3. „Check My Brain” 4. „Angry Chair” 5. „Man in the Box” 6. „Nutshell” 7. „Hollow” 8. „Them Bones” 9. „Stone” 10. „Rooster” 11. „Got Me Wrong” 12. „Down in a Hole” 13. „Grind” 14. „Phantom Limb” 15. „It Ain’t Like That” 16. „Would?” 17. „No Excuses” 18. „We Die Young” |

| Denver (28.07.2015) |
| --- |
| 1. „Rain When I Die” 2. „Again” 3. „Check My Brain” 4. „Grind” 5. „Man in the Box” 6. „Nutshell” 7. „Hollow” 8. „Them Bones” 9. „Stone” 10. „Rooster” 11. „Got Me Wrong” 12. „Down in a Hole” 13. „Last of My Kind” 14. „It Ain’t Like That” 15. „Would?” 16. „Mr. Tambourine Man” (Bob Dylan cover) 17. „Your Decision” 18. „No Excuses” 19. „We Die Young” 20. „Bleed the Freak” 21. „Love, Hate, Love” |

| Council Bluffs (30.07.2015) |
| --- |
| 1. „Junkhead” 2. „Again” 3. „Check My Brain” 4. „Angry Chair” 5. „Man in the Box” 6. „Nutshell” 7. „Hollow” 8. „Them Bones” 9. „Stone” 10. „Rooster” 11. „Got Me Wrong” 12. „Down in a Hole” 13. „Last of My Kind” 14. „It Ain’t Like That” 15. „Would?” 16. „Sludge Factory” 17. „No Excuses” 18. „We Die Young” |

| Tulsa (31.07.2015) |
| --- |
| 1. „Angry Chair” 2. „Again” 3. „Check My Brain” 4. „Brother” (pierwsze wykonanie od 2011) 5. „Man in the Box” 6. „Hollow” 7. „Them Bones” 8. „Heaven Beside You” 9. „Stone” / „Moby Dick” (Led Zeppelin cover drum solo) 10. „Got Me Wrong” 11. „Rooster” 12. „A Little Bitter” 13. „Down in a Hole” 14. „Last of My Kind” 15. „A Passage to Bangkok” (Rush cover jam) / „Rock Bottom” (UFO cover jam) / „Animal Magnetism” (Scorpions cover jam) 16. „It Ain’t Like That” 17. „Sludge Factory” 18. „We Die Young” 19. „No Excuses” 20. „Would?” |

| Thackerville (01.08.2015) |
| --- |
| 1. „Again” 2. „Check My Brain” 3. „Dirt” 4. „Man in the Box” 5. „Brother” 6. „Hollow” 7. „Them Bones” 8. „Stone” 9. „Rooster” 10. „Got Me Wrong” 11. „Sunshine” (pierwsze wykonanie od 1991) 12. „Grind” 13. „Down in a Hole” 14. „Last of My Kind” 15. „It Ain’t Like That” 16. „No Excuses” 17. „Would?” 18. „We Die Young” 19. „Acid Bubble” |

| Saint Louis (03.08.2015) |
| --- |
| 1. „Bleed the Freak” 2. „Check My Brain” 3. „Again” 4. „Man in the Box” 5. „Nutshell” 6. „Hollow” 7. „Them Bones” 8. „Stone” 9. „Rooster” 10. „Got Me Wrong” 11. „Sunshine” 12. „Grind” 13. „Rain When I Die” 14. „Down in a Hole” 15. „Working Man” (Rush cover jam) / „YYZ” (Rush cover jam) / „Carry on Wayward Son” (Kansas cover jam) 16. „It Ain’t Like That” 17. „Would?” 18. „Your Decision” 19. „No Excuses” 20. „We Die Young” |

| Milwaukee (04.08.2015) |
| --- |
| 1. „Bleed the Freak” 2. „Check My Brain” 3. „Again” 4. „Man in the Box” 5. „Brother” 6. „Hollow” 7. „Them Bones” 8. „Stone” 9. „Rooster” 10. „Dead Flowers” (The Rolling Stones cover) 11. „Got Me Wrong” 12. „Sunshine” 13. „Cat Scratch Fever” (Ted Nugent cover jam) / „Living After Midnight” (Judas Priest cover jam) 14. „Heaven Beside You” 15. „Last of My Kind” 16. „Down in a Hole” 17. „It Ain’t Like That” 18. „A Little Bitter” 19. „Would?” 20. „No Excuses” 21. „We Die Young” |

| Cincinnati (06.08.2015) |
| --- |
| 1. „Again” 2. „Check My Brain” 3. „Rain When I Die” 4. „Man in the Box” 5. „Brother” 6. „Hollow” 7. „Them Bones” 8. „Stone” 9. „Rooster” 10. „Got Me Wrong” 11. „Sunshine” 12. „Your Decision” 13. „Unchained” (Van Halen cover jam) / „Last of My Kind” 14. „Down in a Hole” 15. „It Ain’t Like That” 16. „Sludge Factory” 17. „Would?” 18. „No Excuses” 19. „We Die Young” |

| Nashville (07.08.2015) |
| --- |
| 1. „Junkhead” 2. „Again” 3. „Check My Brain” 4. „Man in the Box” 5. „Brother” 6. „Hollow” 7. „Them Bones” 8. „Stone” 9. „Rooster” 10. „Got Me Wrong” 11. „Sunshine” 12. „Your Decision” 13. „Phantom Limb” 14. „Down in a Hole” 15. „It Ain’t Like That” 16. „Grind” 17. „Would?” 18. „No Excuses” 19. „We Die Young” |

| Nashville (08.08.2015) |
| --- |
| 1. „Bleed the Freak” 2. „Check My Brain” 3. „Again” 4. „Man in the Box” 5. „Nutshell” 6. „Hollow” 7. „Them Bones” 8. „Stone” 9. „Rooster” 10. „Got Me Wrong” 11. „Confusion” 12. „Heaven Beside You” 13. „Last of My Kind” 14. „We Die Young” 15. „A Satisfied Mind” (Johnny Cash cover jam) / „Lost Highway” (Hank Williams cover jam) 16. „Down in a Hole” 17. „It Ain’t Like That” 18. „Rotten Apple” 19. „Would?” 20. „No Excuses” 21. „Love, Hate, Love” |

| Orlando (10.08.2015) |
| --- |
| 1. „Junkhead” 2. „Again” 3. „Check My Brain” 4. „Angry Chair” 5. „Man in the Box” 6. „Nutshell” 7. „Hollow” 8. „Them Bones” 9. „Stone” 10. „Rooster” 11. „Got Me Wrong” 12. „Grind” 13. „Down in a Hole” 14. „It Ain’t Like That” 15. „Your Decision” 16. „Would?” 17. „No Excuses” 18. „Sunshine” 19. „We Die Young” |

| Hollywood (11.08.2015) |
| --- |
| 1. „Bleed the Freak” 2. „Check My Brain” 3. „Again” 4. „Man in the Box” 5. „Nutshell” 6. „Hollow” 7. „Them Bones” 8. „Stone” 9. „Rooster” 10. „Got Me Wrong” 11. „Grind” 12. „Acid Bubble” 13. „Down in a Hole” 14. „Your Decision” 15. „It Ain’t Like That” 16. „No Excuses” 17. „We Die Young” 18. „Would?” |

| Mashantucket (14.08.2015) |
| --- |
| 1. „Junkhead” 2. „Check My Brain” 3. „Again” 4. „Man in the Box” 5. „Voices” 6. „Nutshell” 7. „Hollow” 8. „Stone” 9. „Rooster” 10. „Got Me Wrong” 11. „Last of My Kind” 12. „Grind” 13. „Down in a Hole” 14. „Your Decision” 15. „No Excuses” 16. „Would?” 17. „We Die Young” 18. „Them Bones” 19. „Dam That River” |

| Atlantic City (15.08.2015) |
| --- |
| 1. „Junkhead” 2. „Check My Brain” 3. „Again” 4. „Man in the Box” 5. „Heaven Beside You” 6. „Nutshell” 7. „Hollow” 8. „Them Bones” 9. „Stone” 10. „Rooster” 11. „Got Me Wrong” 12. „Sunshine” 13. „Phantom Limb” 14. „Down in a Hole” 15. „Your Decision” 16. „No Excuses” 17. „Would?” 18. „We Die Young” 19. „Love, Hate, Love” |

| Bethlehem (16.08.2015) |
| --- |
| 1. „Bleed the Freak” 2. „Check My Brain” 3. „Again” 4. „Man in the Box” 5. „Voices” 6. „Nutshell” 7. „Hollow” 8. „Them Bones” 9. „Stone” 10. „Rooster” 11. „Got Me Wrong” 12. „Sunshine” 13. „Last of My Kind” 14. „Down in a Hole” 15. „Your Decision” 16. „No Excuses” 17. „Would?” 18. „Sludge Factory” 19. „We Die Young” |

| Atlanta (18.09.2015) |
| --- |
| 1. „Again” 2. „Check My Brain” 3. „Angry Chair” 4. „Man in the Box” 5. „Got Me Wrong” 6. „Stone” 7. „We Die Young” 8. „Your Decision” 9. „Down in a Hole” 10. „Them Bones” 11. „Hollow” 12. „Grind” 13. „No Excuses” 14. „Would?” 15. „Rooster” |

## Skład
Alice in Chains
- William DuVall – śpiew, gitara rytmiczna, wokal wspierający
- Jerry Cantrell – śpiew, gitara prowadząca, wokal wspierający
- Mike Inez – gitara basowa
- Sean Kinney – perkusja

Gościnnie
- Duff McKagan – gitara w utworach „Man in the Box” i „Nutshell”  (22 lipca 2015)[2]

Produkcja
- Agencja koncertowa: Live Nation
- Dyrektor generalny, przedstawiciel: Velvet Hammer Music and Management Group oraz Susan Silver Management
- Tour manager: Chuck Randall
- Management: David Benveniste

## Support
- The Pink Slips  (22 lipca, Spokane)

## Sprzedaż biletów
| Obiekt              | Miasto    | Sprzedaż biletów / Sprzedaż procentowa | Dochód    |
| ------------------- | --------- | -------------------------------------- | --------- |
| Fox Oakland Theatre | Oakland   | 2 800 / 2 800 (100%)                   | 138 600 $ |
| Ryman Auditorium    | Nashville | 4 506 / 4 506 (100%)                   | 265 077 $ |